# 张明河
张明河（1912年—1998），男，河南内乡人，中华人民共和国政治人物，曾任河北省公安厅厅长，中共河北省委常委，河北省人民委员会副省长。